# 阿什莉·尼尔逊

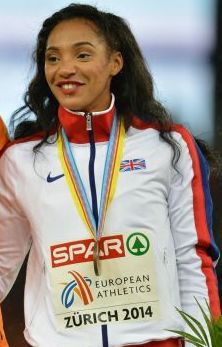
阿什莉·尼尔逊

阿什莉·尼尔逊（英語：Ashleigh Nelson，1991年2月20日—）是一名专长于100米赛跑的英格兰短跑运动员。她的哥哥亚历山大也曾是一名国际级的短跑运动员，两人都曾入选2008年北京奥运英国代表团。